# 镫口扬水灌区
镫口扬水灌区，中华人民共和国内蒙古自治区西部地区的一处大型电力扬水灌区，以黄河为水源的引黄灌溉工程。灌区位于土默川平原境内，由总干渠、民生渠、跃进渠和哈素海四个灌域组成，西起包头市东河区，东至呼和浩特市托克托县，北依大青山南麓，南至黄河干流。地理坐标为东经110°8′55″至111°48′00″，北纬40°24′00″至40°34′15″。灌区总土地面积191.58万亩，耕地面积143.74万亩，原设计灌溉面积116万亩。